# Lucrețiu Pătrășcanu
Lucrețiu Pătrășcanu (ur. 4 listopada 1900 w Bacău, zm. 17 maja 1954) – rumuński komunista, jeden z założycieli Rumuńskiej Partii Komunistycznej, pierwszy komunistyczny członek rządu rumuńskiego (od 1944 r.), uwięziony w czasie stalinowskich czystek, a następnie rozstrzelany.

## Życiorys
Pătrășcanu urodził się w rodzinie o tradycjach politycznych, jego ojciec był profesorem. Studiował w Paryżu, Lipsku i Bukareszcie, uzyskał doktoraty z ekonomii i prawa. Już w młodości zaangażował się w ruch komunistyczny, w 1921 r. był jednym z członków założycieli Rumuńskiej Partii Komunistycznej. Stał się jej największym teoretykiem i jednym z czołowych działaczy. Bronił swoich towarzyszy w licznych procesach, a w latach 30. został członkiem komitetu centralnego partii. Kilkakrotnie aresztowany, nie spędzał jednak w więzieniu – w przeciwieństwie do innych działaczy – dłuższych wyroków. W 1931 r. został nawet wybrany do rumuńskiego parlamentu, choć jego wybór został przez rumuński rząd unieważniony. W 1933 r. wyjechał do ZSRR na posiedzenie Kominternu i został tam zatrzymany do 1935 r.
W czasie II wojny światowej, wobec uwięzienia lub ucieczki wielu działaczy komunistycznych, przez pewien czas faktyczny lider partii. 23 sierpnia 1944 r. został pierwszym komunistycznym ministrem rumuńskim (bez teki) – jako jedyny komunista został powołany przez króla Michała I do rządu utworzonego przezeń po ogłoszeniu przejścia Rumunii na stronę aliantów i odsunięciu od władzy Iona Antonescu (z racji swego pochodzenia Pătrășcanu był jedynym politykiem z czołówki komunistów możliwych do akceptacji przez króla, z tego też powodu to on wcześniej prowadził ze strony komunistów negocjacje w sprawie powołania rządu). We wrześniu 1944 odszedł z rządu (był to wynik decyzji partii o zaprzestaniu wspierania nowych władz). Już w listopadzie jednak komuniści powrócili do rządu, obejmując większą liczbę resortów. Pătrășcanu w kolejnych rządach do początku 1948 r. był ministrem sprawiedliwości. W 1944 był w składzie delegacji rumuńskiej w Moskwie w celu wynegocjowania zawieszenia broni, a w 1946 był członkiem rumuńskiej delegacji negocjującej warunki traktatu pokojowego z aliantami (tzw. pokoju paryskiego z 1947 r.). 
Pătrășcanu był jednym z najpopularniejszych polityków komunistycznych, jednak nie posiadał zaufania innych członków kierownictwa partii (członków obu najsilniejszych frakcji: „moskiewskiej”, przybyłych do Rumunii wraz z Armią Czerwoną, jak i frakcji związanej z działaczami, którzy lata wojny spędzili w więzieniu). Co gorsza, naraził się Józefowi Stalinowi, który uznał go za „szowinistę” z racji stawiania wyżej zysków narodowych Rumunii aniżeli ZSRR. W efekcie najpierw, oskarżony o „odchylenie nacjonalistyczne” został odsunięty z kierownictwa partii, a 28 kwietnia 1948 r. wraz z żoną aresztowany; od natychmiastowej śmierci uchroniło ich jedynie wstawiennictwo Any Pauker. W 1949 r. przywódca KPR Gheorghe Gheorghiu-Dej ogłosił go publicznie „imperialistycznym agentem”.
Po śmierci Józefa Stalina w 1953 r. Gheorghiu-Dej obawiał się, że nowi przywódcy KPZR mogą wykorzystać Pătrășcanu i postawić go na czele partii w jego miejsce. Aby temu zapobiec postanowił potencjalnego konkurenta usunąć – Pătrășcanu został osądzony w tajnym procesie i rozstrzelany 17 maja 1954 r.
W 1968 r. nowy przywódca Rumunii Nicolae Ceaușescu zrehabilitował Pătrășcanu (pomiędzy innymi ofiarami czystek stalinowskich spośród rumuńskich działaczy komunistycznych).